# Campionati mondiali di sci alpino 1991
I Campionati mondiali di sci alpino 1991, 31ª edizione della manifestazione organizzata dalla Federazione Internazionale Sci, si svolsero in Austria, a Saalbach-Hinterglemm, dal 22 gennaio al 3 febbraio. Il programma incluse gare di discesa libera, supergigante, slalom gigante, slalom speciale e combinata, sia maschili sia femminili.

## Organizzazione e impianti
Le gare si disputarono sulle piste Aster, Schneekristall, Vorderglemm/Spielberg, Wiesern/Bärfeld e Wiesern/Perfeld.

## Risultati

### Uomini

#### Discesa libera
| Pos. | Atleta            | Nazione     | Tempo   |
| ---- | ----------------- | ----------- | ------- |
| 1    | Franz Heinzer     | Svizzera    | 1:54,91 |
| 2    | Peter Runggaldier | Italia      | 1:55,16 |
| 3    | Daniel Mahrer     | Svizzera    | 1:55,57 |
| 4    | Leonhard Stock    | Austria     | 1:55,90 |
| 5    | Jan Einar Thorsen | Norvegia    | 1:56,06 |
| 6    | Atle Skårdal      | Norvegia    | 1:56,11 |
| 7    | Patrick Ortlieb   | Austria     | 1:56,17 |
| 8    | William Besse     | Svizzera    | 1:56,21 |
| 9    | Marc Girardelli   | Lussemburgo | 1:56,46 |
| 10   | Peter Wirnsberger | Austria     | 1:56,59 |

Data: 27 gennaio

Pista: Schneekristall

Lunghezza: 2 990 m

Dislivello: 920 m

Ore: 11.00 (UTC+1)

Porte: 42

#### Supergigante
| Pos. | Atleta                | Nazione  | Tempo   |
| ---- | --------------------- | -------- | ------- |
| 1    | Stephan Eberharter    | Austria  | 1:26,73 |
| 2    | Kjetil André Aamodt   | Norvegia | 1:28,27 |
| 3    | Franck Piccard        | Francia  | 1:28,55 |
| 4    | Ole Kristian Furuseth | Norvegia | 1:28,93 |
| 5    | Johan Wallner         | Svezia   | 1:28,96 |
| 6    | Steve Locher          | Svizzera | 1:29,06 |
| 7    | Martin Hangl          | Svizzera | 1:29,13 |
| 8    | Urs Kälin             | Svizzera | 1:29,32 |
| 9    | Kristian Ghedina      | Italia   | 1:29,39 |
| 10   | Franz Heinzer         | Svizzera | 1:29,42 |

Data: 23 gennaio

Pista: Schneekristall

Lunghezza: 2 059 m

Dislivello: 658 m

Ore: 12.30 (UTC+1)

Porte: 43

#### Slalom gigante
| Pos. | Atleta                | Nazione     | Tempo   |
| ---- | --------------------- | ----------- | ------- |
| 1    | Rudolf Nierlich       | Austria     | 2:29,94 |
| 2    | Urs Kälin             | Svizzera    | 2:30,29 |
| 3    | Johan Wallner         | Svezia      | 2:30,73 |
| 4    | Ole Kristian Furuseth | Norvegia    | 2:31,03 |
| 5    | Marc Girardelli       | Lussemburgo | 2:31,72 |
| 6    | Mitja Kunc            | Jugoslavia  | 2:31,89 |
| 7    | Michael von Grünigen  | Svizzera    | 2:32,07 |
| 8    | Didrik Marksten       | Norvegia    | 2:32,24 |
| 9    | Konrad Walk           | Austria     | 2:33,02 |
| 10   | Tobias Barnerssoi     | Germania    | 2:33,14 |

Data: 3 febbraio

Pista: Vorderglemm/Spielberg

Dislivello: 400 m

1ª manche:

Ore: 10.00 (UTC+1)

Porte: 60

2ª manche:

Ore: 13.30 (UTC+1)

Porte: 60

#### Slalom speciale
| Pos. | Atleta                | Nazione     | Tempo   |
| ---- | --------------------- | ----------- | ------- |
| 1    | Marc Girardelli       | Lussemburgo | 1:55,38 |
| 2    | Thomas Stangassinger  | Austria     | 1:55,96 |
| 3    | Ole Kristian Furuseth | Norvegia    | 1:56,00 |
| 4    | Alberto Tomba         | Italia      | 1:56,24 |
| 5    | Thomas Fogdö          | Svezia      | 1:57,25 |
| 6    | Armin Bittner         | Germania    | 1:57,48 |
| 7    | Patrice Bianchi       | Francia     | 1:57,49 |
| 8    | Finn Christian Jagge  | Norvegia    | 1:57,83 |
| 9    | Peter Roth            | Germania    | 1:58,25 |
| 10   | Lasse Kjus            | Norvegia    | 1:58,43 |

Data: 22 gennaio

Pista: Wiesern/Bärfeld

Dislivello: 215 m

1ª manche:

Ore: 10.00 (UTC+1)

Porte: 68

2ª manche:

Ore: 13.00 (UTC+1)

Porte: 69

#### Combinata
| Pos. | Atleta             | Nazione  |
| ---- | ------------------ | -------- |
| 1    | Stephan Eberharter | Austria  |
| 2    | Kristian Ghedina   | Italia   |
| 3    | Günther Mader      | Austria  |
| 4    | Paul Accola        | Svizzera |
| 5    | Steve Locher       | Svizzera |
| 6    | Hubert Strolz      | Austria  |
| 7    | Peter Runggaldier  | Italia   |
| 8    | Didrik Marksten    | Norvegia |
| 9    | Ed Podivinsky      | Canada   |
| 10   | Rob Crossan        | Canada   |

Discesa libera

Data: 28 gennaio

Ore: 11.00 (UTC+1)

Pista: Schneekristall

Lunghezza: 2 655 m

Dislivello: 825 m

Porte: 37

Slalom speciale

Data: 30 gennaio

Pista: Wiesern/Perfeld

Dislivello: 180 m

1ª manche:

Ore: 10.00 (UTC+1)

Porte: 58 

2ª manche:

Ore: 13.00 (UTC+1)

Porte: 56

### Donne

#### Discesa libera
| Pos. | Atleta             | Nazione          | Tempo   |
| ---- | ------------------ | ---------------- | ------- |
| 1    | Petra Kronberger   | Austria          | 1:29,12 |
| 2    | Nathalie Bouvier   | Francia          | 1:29,56 |
| 3    | Svetlana Gladyševa | Unione Sovietica | 1:29,63 |
| 4    | Chantal Bournissen | Svizzera         | 1:29,72 |
| 5    | Katja Seizinger    | Germania         | 1:29,89 |
| 6    | Sabine Ginther     | Austria          | 1:29,97 |
| 7    | Kerrin Lee-Gartner | Canada           | 1:30,02 |
| 8    | Katrin Gutensohn   | Germania         | 1:30,23 |
| 9    | Barbara Sadleder   | Austria          | 1:30,31 |
| 10   | Carole Merle       | Francia          | 1:30,37 |

Data: 26 gennaio

Pista: Aster

Lunghezza: 2 362 m

Dislivello: 730 m

Ore: 11.00 (UTC+1)

Porte: 33

#### Supergigante
| Pos. | Atleta             | Nazione     | Tempo   |
| ---- | ------------------ | ----------- | ------- |
| 1    | Ulrike Maier       | Austria     | 1:08,72 |
| 2    | Carole Merle       | Francia     | 1:08,83 |
| 3    | Anita Wachter      | Austria     | 1:08,85 |
| 4    | Zoë Haas           | Svizzera    | 1:09,07 |
| 5    | Chantal Bournissen | Svizzera    | 1:09,26 |
| 6    | Petra Kronberger   | Austria     | 1:09,29 |
| 7    | Sylvia Eder        | Austria     | 1:09,41 |
| 8    | Michaela Gerg      | Germania    | 1:09,83 |
| 9    | Edith Thys         | Stati Uniti | 1:09,99 |
| 10   | Hilary Lindh       | Stati Uniti | 1:10,14 |

Data: 29 gennaio

Pista: Schneekristall

Lunghezza: 1 629 m

Dislivello: 483 m

Ore: 12.30 (UTC+1)

Porte: 34

#### Slalom gigante
| Pos. | Atleta             | Nazione     | Tempo   |
| ---- | ------------------ | ----------- | ------- |
| 1    | Pernilla Wiberg    | Svezia      | 2:07,45 |
| 2    | Ulrike Maier       | Austria     | 2:07,61 |
| 3    | Traudl Hächer      | Germania    | 2:08,03 |
| 4    | Veronika Šarec     | Jugoslavia  | 2:08,29 |
| 5    | Eva Twardokens     | Stati Uniti | 2:08,44 |
| 6    | Angelika Hurler    | Germania    | 2:08,61 |
| 7    | Vreni Schneider    | Svizzera    | 2:08,70 |
| 8    | Ingrid Salvenmoser | Austria     | 2:09,30 |
| 9    | Kristina Andersson | Svezia      | 2:09,31 |
| 10   | Katjuša Pušnik     | Jugoslavia  | 2:09,32 |

Data: 2 febbraio

Pista: 

Dislivello: 330 m

1ª manche:

Ore: 10.00 (UTC+1)

Porte: 46

2ª manche:

Ore: 13.00 (UTC+1)

Porte: 44

#### Slalom speciale
| Pos. | Atleta             | Nazione     | Tempo   |
| ---- | ------------------ | ----------- | ------- |
| 1    | Vreni Schneider    | Svizzera    | 1:25,90 |
| 2    | Nataša Bokal       | Jugoslavia  | 1:26,06 |
| 3    | Ingrid Salvenmoser | Austria     | 1:26,56 |
| 4    | Florence Masnada   | Francia     | 1:27,30 |
| 5    | Katjuša Pušnik     | Jugoslavia  | 1:27,53 |
| 6    | Pernilla Wiberg    | Svezia      | 1:27,55 |
| 7    | Patricia Chauvet   | Francia     | 1:27,60 |
| 8    | Angela Drexl       | Germania    | 1:27,73 |
| 8    | Heidi Voelker      | Stati Uniti | 1:27,73 |
| 10   | Kristina Andersson | Svezia      | 1:27,90 |

Data: 1º febbraio

Pista: Vorderglemm/Spielberg

Dislivello: 168 m

1ª manche:

Ore: 10.00 (UTC+1)

Porte: 46

2ª manche:

Ore: 13.00 (UTC+1)

Porte: 44

#### Combinata
| Pos. | Atleta             | Nazione  |
| ---- | ------------------ | -------- |
| 1    | Chantal Bournissen | Svizzera |
| 2    | Ingrid Stöckl      | Austria  |
| 3    | Vreni Schneider    | Svizzera |
| 4    | Miriam Vogt        | Germania |
| 5    | Katja Seizinger    | Germania |
| 6    | Heidi Zurbriggen   | Svizzera |
| 7    | Michelle McKendry  | Canada   |
| 8    | Emi Kawabata       | Giappone |
| 9    | Gaby May           | Svizzera |
| 10   | Régine Cavagnoud   | Francia  |

Discesa libera

Data: 25 gennaio

Ore: 11.00 (UTC+1)

Pista: Aster

Lunghezza: 2 069 m

Dislivello: 638 m

Porte: 29

Slalom speciale

Data: 31 gennaio

Pista: Vorderglemm/Spielberg

Dislivello: 168 m

1ª manche:

Ore: 10.00 (UTC+1)

Porte: 51

2ª manche:

Ore: 13.00 (UTC+1)

Porte: 49

## Medagliere per nazioni
| Pos. | Nazione          | Oro | Argento | Bronzo | Totale |
| ---- | ---------------- | --- | ------- | ------ | ------ |
| 1    | Austria          | 5   | 3       | 3      | 11     |
| 2    | Svizzera         | 3   | 1       | 2      | 6      |
| 3    | Svezia           | 1   | 0       | 1      | 2      |
| 4    | Lussemburgo      | 1   | 0       | 0      | 1      |
| 5    | Francia          | 0   | 2       | 1      | 3      |
| 6    | Italia           | 0   | 2       | 0      | 2      |
| 7    | Norvegia         | 0   | 1       | 1      | 2      |
| 8    | Jugoslavia       | 0   | 1       | 0      | 1      |
| 9    | Germania         | 0   | 0       | 1      | 1      |
| 9    | Unione Sovietica | 0   | 0       | 1      | 1      |